# Mali upornik
Mali upornik je zgodovinski roman slovenskega pisatelja, pesnika, dramatika in prevajalca Franceta Bevka, ki prikazuje delček morije, prisotne med drugo svetovno vojno skozi oči še ne dvanajstletnega fantiča. Roman, napisan iz pripovedi tega malega upornika, na realističen način prikazuje predvsem zgodbo, ki se je odvijala na bojišču, še bolj pa v ozadju borb, medčloveške odnose ter vpliv vojne nanje.

## Vsebina
Dogajanje je postavljeno v poletje leta 1942, na Tolminsko območje. Glavni junak romana je še ne dvanajstletni Tomažek, ki vsakdan med poletnimi počitnicami v Osredku preživlja kot pastir domačih koz. Živi skupaj z materjo, oče je zaradi dela pogosto odsoten. Vroča želja glavnega junaka je, da bi lahko odšel v partizane, ki so se v zavetju Črnega vrha, gozdnatega vrha nad Tomažkovim domom, pripravljali za spopad s fašisti. Njegova želja se še bolj poglobi nekega dne, ob srečanju z mlado partizanko Dano. Slednja išče zavetje za ranjenega soborca, ki ga kasneje preselijo na Tomažkovo domačijo. Zanj skrbi Tomažkova mati. Vmes se domov vrne tudi oče, ki se odloči, ob srečanju z vaškim izdajalcem, Petrom Smukom, za odhod v partizane. Kmalu, zaradi očetovega odhoda med partizane, fašisti požgejo Tomažkov dom, odpeljejo mater, samega Tomažka pa kasneje aretirajo. Po kasnejšem pobegu, se najprej zateče v vas, h Končarjevim, nato pa skupaj z mlado Končarjevo hčerko pobegne v gozd, kjer izsledita partizane. S tem se uresniči Tomažkova želja. Med napadom na fašiste pride do smrtne žrtve, Tomažkovo mati pa osvobodijo. Pripovedovanje se konča z epilogom.

## Zbirka
Prva izdaja Malega upornika je izšla leta 1951, pri Založbi Mladinska knjiga, v zbirki Pionirska knjižnica. Prvi ponatis (1968), drugi ponatis (1971) ter tretji ponatis (1983) izidejo v zbirki Moja knjižnica.

## Ocene in nagrade
Roman Mali upornik je bil leta 1951 nagrajen z Levstikovo nagrado.

## Izdaje in prevodi
1. Prva izdaja (1951 - Mladinska knjiga) (COBISS)
2. Prvi ponatis (1968 - Mladinska knjiga) (COBISS)
3. Drugi ponatis (1971 - Mladinska knjiga) (COBISS)
4. Tretji ponatis (1983 - Mladinska knjiga) (COBISS)